# Cecilià Magi
Cecilià Magi o Magi Cecilià (en llatí Magius Caecilianus) va ser un pretor romà acusat falsament de traïció (majestas) l'any 21 durant el regnat de Tiberi.
Va ser absolt pel tribunal i els seus acusadors, principalment Celi Cursor, castigats, segons diu Tàcit als Annals.